# Абелианизация
Абелианиза́ция — способ превратить произвольную группу  в абелеву. Является полезным инструментом в теории групп, который находит применение в алгебраической топологии.
C помощью абелианизации возможно описать аддитивные инварианты группы, то есть гомоморфизмы из данной группы в некоторую абелеву. Также она зачастую позволяет свести задачу проверки неизоморфности групп, заданных образующими и соотношениями, к более простой аналогичной задаче для абелевых, особенно в случае конечно-порождённых.

## Введение
Превращение группы в коммутативную подразумевает отождествление элементов {\displaystyle xy} и {\displaystyle yx} для всех {\displaystyle x,y\in G}. В частности, такая процедура приравняет каждый коммутатор {\displaystyle [x,y]:=xyx^{-1}y^{-1}} к нейтральному элементу группы.
Верно и обратное: если каждый коммутатор эквивалентен единице группы, из формулы {\displaystyle xy=[x,y]yx} следует, что любые два её элемента коммутируют. Таким образом, отождествления каждого коммутатора с единицей необходимо и достаточно для превращения произвольной группы в коммутативную. На языке теории групп оно называется факторизацией по коммутанту — подгруппе, порождённой всеми коммутаторами.
Абелианизацией группы {\displaystyle G} называется её факторгруппа по коммутанту: 
{\displaystyle G^{ab}:=G/[G,G]}.
Также для абелианизации используются обозначения {\displaystyle G_{ab}} и {\displaystyle {\rm {Ab}}(G)}. 

## Связанные определения
Естественная проекция {\displaystyle G\to G^{ab}} называется гомоморфизмом абелианизации и обозначается символом {\displaystyle {\rm {ab}}}. Её ядро совпадает с коммутантом группы {\displaystyle G}.
Группа называется каиновой, если её абелианизация тривиальна.

## Свойства
Абелианизация любой группы является абелевой группой. Любая абелева группа изоморфна своей абелианизации.
Абелианизация группы является её наибольшим абелевым фактором в том смысле, что факторгруппа по некоторой нормальной подгруппе абелева тогда и только тогда, когда эта подгруппа содержит коммутант группы.
Сопоставление {\displaystyle G\to G^{ab}} продолжается до функтора из категории групп в категорию абелевых групп. А именно, каждому гомоморфизму {\displaystyle f\colon G\to H} сопоставляется гомоморфизм {\displaystyle f^{ab}\colon G^{ab}\to H^{ab}}, определяющийся формулой {\displaystyle f^{ab}([x]):=[f(x)]}, где {\displaystyle [a]} обозначает смежный класс элемента {\displaystyle a}.
Абелианизация группы, имеющей задание образующими и соотношениями {\displaystyle G\cong \langle S\mid R\rangle }, допускает задание 
{\displaystyle G^{ab}\cong \langle S\mid R\cup \{[s,t]:s,t\in S\}\rangle }.

### Универсальное свойство
Абелианизация и гомоморфизм абелианизации удовлетворяют следующему так называемому универсальному свойству. Для любого гомоморфизма {\displaystyle f\colon G\to A} в любую абелеву группу {\displaystyle A} существует такой единственный гомоморфизм {\displaystyle F\colon G^{ab}\to A}, что {\displaystyle f=F\circ {\rm {ab}}}. Универсальность состоит в том, что, как легко проверяется, любая другая группа, удовлетворяющая данному свойству, изоморфна группе {\displaystyle G^{ab}}.
Данное свойство позволяет установить взаимно-однозначное соответствие между всеми гомоморфизмами из группы {\displaystyle G} в некоторую абелеву группу {\displaystyle A} и всеми гомоморфизмами из абелианизации {\displaystyle G^{ab}} в {\displaystyle A}. При таком соответствии каждому гомоморфизму {\displaystyle g\colon G^{ab}\to A} сопоставляется композиция {\displaystyle g\circ {\rm {ab}}\colon G\to A}. Условие биективности данного соответствия эквивалентно универсальному свойству абелианизации. 
Указанное соответствие осуществляет изоморфизм групп гомоморфизмов:
{\displaystyle \mathrm {Hom} (G,A)\cong \mathrm {Hom} (G^{ab},A)}.
С точки зрения теории категорий данный изоморфизм означает, что функтор абелианизации является левым сопряжённым к забывающему функтору из категории абелевых групп в категорию всех групп.

### Гомологии
Абелианизация является полезным инструментом в алгебраической топологии. Так, абелианизация фундаментальной группы любого линейно связного топологического пространства изоморфна его первой группе гомологий с целыми коэффициентами: 
{\displaystyle \pi _{1}(X)^{ab}\cong H_{1}(X,\mathbb {Z} )}.
В частности, данный изоморфизм применим при вычислении гомологий групп. А именно, первая группа гомологий с целыми коэффициентами группы {\displaystyle G} изоморфна её абелианизации: {\displaystyle H_{1}(G,\mathbb {Z} )\cong G^{ab}}.
Данные соотношения являются основой для аналогии, гласящей, что теория гомологий является абелианизацией теории гомотопий. Точный смысл данному утверждению можно придать с помощью теоремы Гуревича и теоремы Дольда — Тома.

## Примеры
Абелианизация свободной группы {\displaystyle F_{n}} ранга {\displaystyle n} изоморфна свободной абелевой группе {\displaystyle \mathbb {Z} ^{n}} того же ранга. Гомоморфизм абелианизации {\displaystyle F_{n}\to \mathbb {Z} ^{n}} сопоставляет каждому элементу упорядоченный набор из его экспоненциальных сумм по базисным образующим, то есть набор сумм степеней соответствующих символов в его записи. Таким образом, коммутант свободной группы состоит из тех элементов, у которых экспоненциальная сумма по каждой образующей равна нулю.
Абелианизация полной линейной группы {\displaystyle {\rm {GL}}_{n}(\mathbb {R} )} изоморфна мультипликативной группе {\displaystyle \mathbb {R} ^{\ast }} поля {\displaystyle \mathbb {R} } вещественных чисел. Гомоморфизм абелианизации {\displaystyle {\rm {GL}}_{n}(\mathbb {R} )\to \mathbb {R} ^{\ast }} совпадает с определителем. В частности, коммутант группы {\displaystyle {\rm {GL}}_{n}(\mathbb {R} )} совпадает со специальной линейной группой {\displaystyle {\rm {SL}}_{n}(\mathbb {R} )}. Аналогичное верно для полных линейных групп над произвольным полем, за исключением случая {\displaystyle {\rm {GL}}_{2}(\mathbb {Z} /2\mathbb {Z} )}.
Абелианизация группы кос {\displaystyle B_{n}} изоморфна бесконечной циклической группе {\displaystyle \mathbb {Z} }. Гомоморфизм абелианизации {\displaystyle B_{n}\to \mathbb {Z} } сопоставляет косе её экспоненциальную сумму. В частности, коммутант группы кос состоит из тех кос, у которых экспоненциальная сумма равна нулю.